# Layvin Kurzawa
Layvin Kurzawa (n. 4 septembrie 1992, Fréjus, Provence-Alpes-Côte d'Azur, Franța) este un fotbalist francez și din Polonia, care joacă pe post de fundaș lateral la Boavista în Primeira Liga. Pe plan internațional, are prezențe la națională pentru Franța U19⁠(d), Franța U20⁠(d), Franța U21⁠(d) și Franța.
Kurzawa și-a început cariera la AS Monaco în 2010 și a jucat 96 de meciuri oficiale pentru echipă, marcând opt goluri. În 2015, s-a transferat la Paris Saint-Germain pentru 23 de milioane de euro. Cu Paris, Kurzawa a câștigat 16 trofee interne, inclusiv patru titluri de Ligue 1. Kurzawa și-a făcut debutul internațional la seniori cu naționala Franței în 2014 și a disputat un total 13 meciuri.